# Odynerus blandinus
Odynerus blandinus är en stekelart som beskrevs av Sievert Allen Rohwer 1917. Odynerus blandinus ingår i släktet lergetingar, och familjen Eumenidae. Inga underarter finns listade i Catalogue of Life.